# Pandanus barai
Pandanus barai är en enhjärtbladig växtart som beskrevs av Ugolino Martelli. Pandanus barai ingår i släktet Pandanus och familjen Pandanaceae. Inga underarter finns listade.